# Laurențiu Chirvăsuță
Laurențiu Chirvăsuță (n. 5 ianuarie 1965

) este un deputat român, ales în 2012 din partea Partidului Social Democrat. 